# Wojciech Bartelski
Wojciech Bartelski (nascut el 20 de juny de 1977 a Varsòvia), és un polític polonès, conegut pel fet de ser el creador del lloc web d'escacs OlimpBase.

## Biografia
Es va graduar en econòmiques el 2002 per la Universitat de Varsòvia. És polític de professió, membre del partit Platforma Obywatelska. El 2006 fou elegit membre del consell municipal de Varsòvia, però posteriorment va deixar el càrrec per tal de ser batlle del districte de Śródmieście de Varsòvia.
A començaments dels anys 1990, jugava als escacs com a membre del Club d'Escacs de Varsòvia, però va deixar de jugar-hi per fundar OlimpBase, la més gran base de dades mundial sobre competicions d'escacs per equips.